# Tirreno-Adriático 1973
La octava edición del Tirreno-Adriático se disputó entre el 13 y el 17 de marzo de 1973 con un recorrido de 582 kilómetros con salida en Roma y llegada a San Benedetto del Tronto. El recorrido se acortó porque las malas condiciones climatológicas obligaron a suspender la segunda etapa, entre Fiuggi y Pescasseroli. El ganador de la carrera fue el belga Roger de Vlaeminck del Brooklyn. Ésta sería la segunda victoria en esta carrera de Vlaeminck de las seis que conseguiría de forma consecutiva. 

## Etapas
| Etapa | Fecha       | Recorrido                             | km    | Ganador                      | Líder              |
| ----- | ----------- | ------------------------------------- | ----- | ---------------------------- | ------------------ |
| 1ª    | 13 de marzo | Ostia - Fiuggi                        | 169,0 | Marino Basso                 | Marino Basso       |
| 2ª    | 14 de marzo | Fiuggi - Pescasseroli                 | -     | suspendida por el mal tiempo | Marino Basso       |
| 3ª    | 15 de marzo | Castelvecchio - Tortoreto             | 125,0 | Pietro Guerra                | Marino Basso       |
| 4ª A  | 16 de marzo | S.B del Tronto - Morrovalle           | 95,0  | Frans Verbeeck               | Roger de Vlaeminck |
| 4ª B  | 16 de marzo | Morrovalle - Civitanova Marche        | 68,0  | Marino Basso                 | Roger de Vlaeminck |
| 5ª A  | 17 de marzo | Civitanova Marche - S.B del Tronto    | 107,0 | Roger de Vlaeminck           | Roger de Vlaeminck |
| 5ª B  | 17 de marzo | S.B del Tronto - S.B del Tronto (CRI) | 18,0  | Roger Swerts                 | Roger de Vlaeminck |

## Clasificaciones finales

### General
| Posición | Ciclista           | Equipo      | Tiempo      |
| -------- | ------------------ | ----------- | ----------- |
| 1        | Roger de Vlaeminck | Brooklyn    | 14h 26' 12" |
| 2        | Frans Verbeeck     | Watney-Maes | + 42"       |
| 3        | Gosta Pettersson   | Scic        | + 1' 20"    |
| 4        | Roger Swerts       | Molteni     | + 1' 25"    |
| 5        | Davide Boifava     | Magniflex   | + 1' 37"    |
| 6        | Ole Ritter         | Bianchi     | + 1' 40"    |
| 7        | Pietro Guerra      | Bianchi     | + 1' 44"    |
| 8        | Felice Gimondi     | Bianchi     | + 1' 44"    |
| 9        | Francesco Moser    | Filotex     | + 1' 48"    |
| 10       | Italo Zilioli      | Dreherforte | + 1' 49"    |